# Marina Amores
Marina Amores (Palma de Mallorca, 1991) es una periodista, escritora y realizadora española especializada en videojuegos y género. Es conocida como Blissy y en sus trabajos destaca los desafíos y las desigualdades que afrontan las mujeres dentro del sector de los videojuegos.

## Trayectoria
Amores es graduada en Comunicación Audiovisual por la Universidad Pompeu Fabra de Barcelona (UPF) y cursó el Máster en Teoría y Práctica del Documental Creativo en la Universidad Autónoma de Barcelona (UAB).
Como periodista, ha trabajado en diversos medios del sector de los videojuegos, como las revistas digitales Eurogamer, PlayGround y 3Djuegos, las revistas impresas SFX y EDGE España, y ha escrito artículos y columnas de opinión en el diario Mundo Deportivo.
También han contado con ella empresas desarrolladora de videojuegos como UPlay Online, Melbot Studios y Barspin Studios.
Amores fue la organizadora principal de las cuatro ediciones celebradas entre 2017 y 2018 de Gaming Ladies, un evento dedicado a la industria del videojuego y exclusivo de mujeres (como espacio seguro donde compartir experiencias y preocupaciones alrededor de los videojuegos, incluidos los temas profesionales o solo de aficionadas).
Fue coordinadora y coautora de ¡Protesto!: videojuegos desde una perspectiva de género (2018), el primer conjunto de ensayos en castellano que trata los prejuicios y actitudes sexistas a las que se enfrentan las mujeres en esta industria; es coautora de Un mes en Tinder siendo mujer gamer (2021) junto con el sociólogo y profesor Daniel Muriel; y en 2023 publicó el libro Play Like A Girl: Desafíos de las mujeres en la industria del videojuego y la tecnología (Libros Cúpula) donde aborda todas las esferas en las que las mujeres pueden relacionarse con los videojuegos, ya sea como jugadoras, desarrolladoras o comunicadoras.
Ha dirigido los documentales Mujeres+Videojuegos (2015) y de Nerfeadas (2020), serie sobre el machismo en los videojuegos que coprodujo junto a la periodista de videojuegos Marta Trivi.